# HD 169689
HD 169689，又名BD+07 3682，SAO 123462、HR 6902，是一颗恒星，视星等为5.65，位于銀經37.21，銀緯9.36，其B1900.0坐标为赤經18h 20m 50.1s，赤緯+7° 9.36′ 33″。